# Кузьменко, Галина Андреевна
Агафья (Галина) Андреевна Кузьменко (укр. Галина Андріївна Кузьменко; 28 декабря 1892 — 23 марта 1978) — революционерка и анархистка, жена Нестора Махно.

## Биография

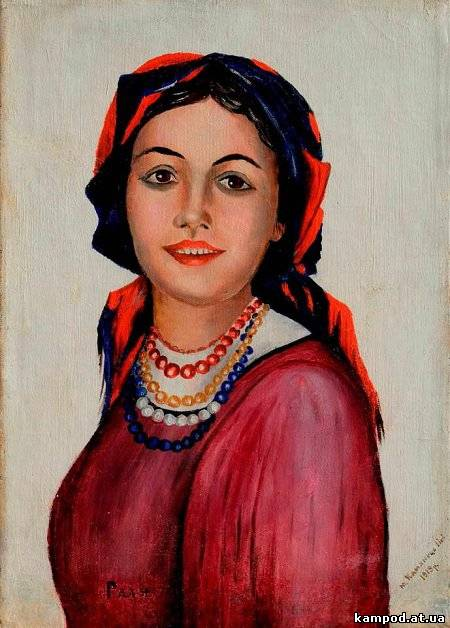
Портрет Галины Кузьменко работа худ. В. Н. Гагенмейстера. 1919 г.

Г. А. Кузьменко в 1970-х

Родилась в 1892 году в с. Песчаный Брод, Елисаветградского уезда, Херсонской Губернии, в семье Добровеличковского жандарма, в прошлом крестьянина.
Окончила учительскую семинарию.
С 1916 стала работать учительницей в земской школе города Добровеличковка Елисаветградского уезда Херсонской губернии. Стала известна в городке как украинская патриотка с анархистским уклоном и активный деятель местной «Просвиты».
Осенью 1918 года Галина Кузьменко стала женой Нестора Махно. Свидетелями на свадьбе были близкие друзья Галины — Григорий Терентьевич Шевченко и его жена Евдокия Исаковна Хорунжая. Начальник штаба махновской армии Виктор Белаш характеризовал её как «неутомимую защитницу женщин».
Осенью 1919 г. Г. Кузьменко была избрана председателем Союза учителей махновской республики.
В августе 1921 г. Махно и Г. Кузьменко бежали в Румынию, откуда уехали в Польшу.
25 сентября 1923 г. Махно, Кузьменко, а также махновцы Хмара и Домашенко были арестованы польскими властями и преданы суду по обвинению в подготовке восстания в Галиции для построения там анархо-советского государства. Однако суд их оправдал, и в 1924 году Махно с женой и дочерью Еленой (1922—1993) перебрался сначала в Германию, а затем в Париж. В Венсене под Парижем они прожили почти 10 лет.

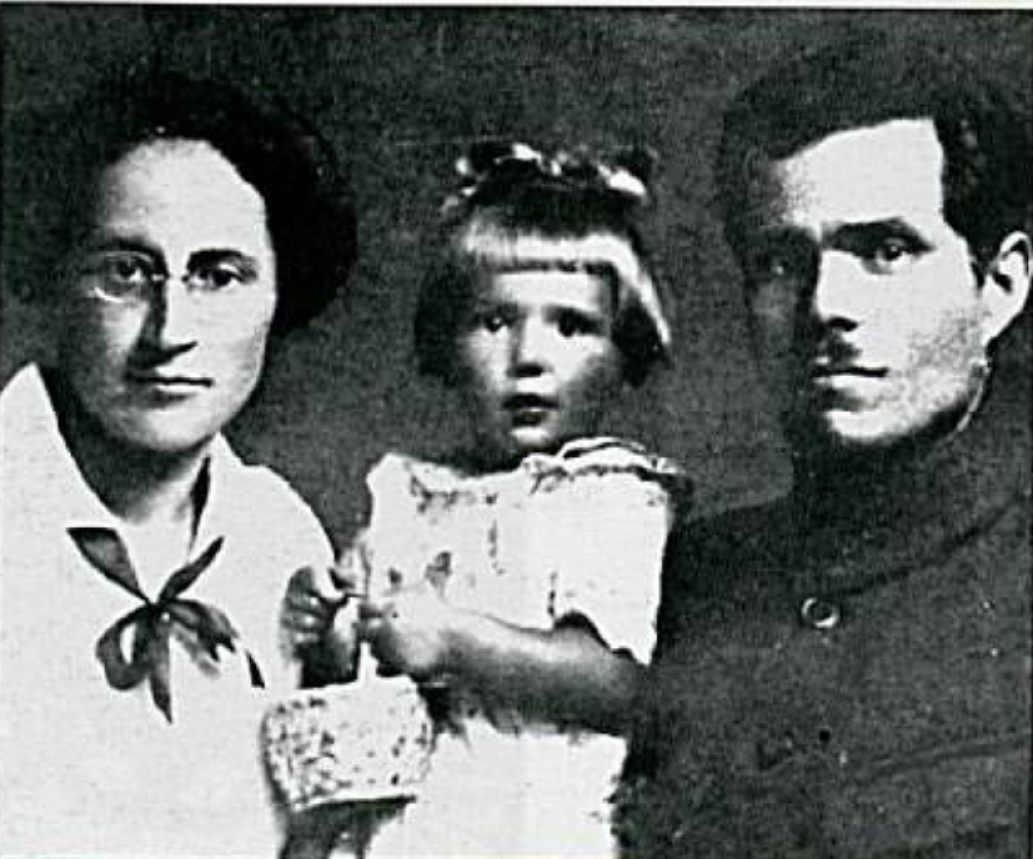
Галина Кузьменко с мужем Нестором Махно и дочкой Еленой, 1925 год

Галина работала прачкой в одном из пансионов для девочек русских эмигрантов в парижском предместье.
В 1934 г. Махно умер в возрасте 45 лет от туберкулёза.
Во время Второй мировой войны и немецкой оккупации Франции дочь Елена выехала в Германию, где работала в фирме Siemens. Следом за ней переехала и Галина Кузьменко, она попыталась устроиться на нескольких разных фабриках, но условия труда были слишком тяжёлыми.
В августе 1945, когда началась тотальная проверка и выдача новых документов, Елену и Галину арестовали советские власти.
Их отправили в Киев, где в июле 1946 г. Галина Кузьменко была осуждена на 8 лет заключения за участие в махновском движении (дочь Елена была приговорена к 5 годам ссылки). Срок Галина Кузьменко отбывала в Дубровлаге.
Была освобождена по амнистии в 1954 году. После этого Галина Кузьменко с дочерью жила в городе Джамбуле Казахской ССР, несколько раз приезжала в Гуляйполе повидаться с родственниками.